# 阿列克谢·梅兹利亚科夫

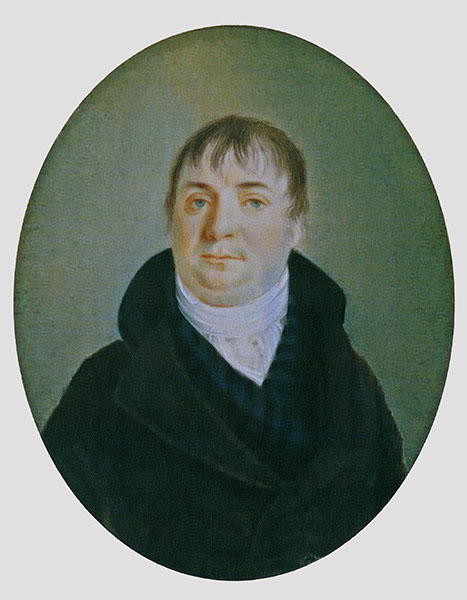
阿列克谢·梅兹利亚科夫

阿列克谢·菲奥多罗维奇·梅兹利亚科夫（俄语：Алексе́й Фёдорович Мерзляко́в，1778年3月22日—1830年8月7日），俄国诗人、批评家、翻译家、教授。
梅兹利亚科夫出生在彼尔姆，在1793年进入莫斯科大学学习，1794年第一批作品出版。梅兹利亚科夫被认为属于新古典派，他短诗中的简洁与情感表现使其作品经久不衰。梅兹利亚科夫同时翻译了很多希腊、拉丁文作品及意大利诗作。1830年于莫斯科去世。
经由梅兹利亚科夫的努力俄国文学研究进入了俄国大学校园。梅兹利亚科夫提出：“文学是一个人的最高成就，是社会政治成功与个人道德水准的体现。”